# Sesleria coerulans
Sesleria coerulans är en gräsart som beskrevs av Imre Frivaldszky. Sesleria coerulans ingår i släktet älväxingar, och familjen gräs. Inga underarter finns listade i Catalogue of Life.